# Maria Monti
Maria Monti, pseudonimo di Maria Monticelli (Milano, 26 giugno 1935), è una cantautrice, cabarettista e attrice italiana.

## Biografia
Maria Monti ha iniziato l'attività di attrice esibendosi nella prima metà degli anni cinquanta nei primi cabaret milanesi, presentando qui le prime canzoni scritte da lei. Entra quindi nella compagnia di Ugo Tognazzi e Lauretta Masiero, recitando nel varietà di Scarnicci e Tarabusi Uno scandalo per Lili (1955); dello stesso anno è la sua prima apparizione in televisione, nello spettacolo Primo applauso.
Nei decenni successivi invece lavorerà spesso con Paolo Poli, tra le altre nelle commedie Il candelaio (stagione 1964-1965) e Il diavolo (stagione 1972-1973). Nel 1959 recita, sempre per la televisione, nel telefilm La svolta pericolosa di Gianni Bongioanni. Nel 1960 assieme all'allora compagno Giorgio Gaber ha scritto Non arrossire, celebre brano reinterpretato da moltissimi artisti (tra i quali, nel 2006 Claudio Baglioni).
Sempre in coppia con Gaber ha partecipato al Festival di Sanremo 1961 con la canzone Benzina e cerini (scritta da Enzo Jannacci); nello stesso anno propone con Gaber lo spettacolo Il Giorgio e la Maria in cui, oltre a presentare i loro brani, cantano qualche canzone popolare milanese come La balilla. Lo stesso anno pubblica il 45 giri con Un delitto perfetto d'amor scritta da Gaber e arrangiata e diretta da Ennio Morricone.
Di Jannacci ha anche interpretato nel 1962 la canzone Me disen madison. Nel 1966 si esibisce al Teatro Duse di Genova con lo spettacolo Il rosa e il nero di e con Carmelo Bene, tratto da Il Monaco di M.G. Lewis. Per l'occasione Sylvano Bussotti, con le orchestrazioni elettroniche di Vittorio Gelmetti, stila gli spartiti per la sua voce. Nel 1967 recita, sempre per la televisione, ne Il Circolo Pickwick di Ugo Gregoretti. Sempre negli anni sessanta è compagna del fotografo Mario Dondero.
Negli anni sessanta e settanta ha inciso vari album a carattere politico e femminista; da ricordare l'album Le canzoni del no (pubblicato nel 1964 da I dischi del sole), che venne sequestrato in tutta Italia perché conteneva la canzone La marcia della pace (scritta da Franco Fortini e Fausto Amodei), i cui versi "E se la patria chiama, lasciatela chiamare" vennero giudicati come sovversivi, in quanto invito all'obiezione di coscienza. Il disco, inoltre, conteneva una versione della poesia Ninna nanna della guerra di Trilussa messa in musica dalla Monti.
Nel 1971 recita in Giù la testa di Sergio Leone, e nel 1976 in Novecento di Bernardo Bertolucci. Sempre nel 1971 realizza un doppio LP per la collana folk della Fonit Cetra, diretta da Giancarlo Governi, dedicato alla canzone tradizionale milanese Memoria di Milano. Venne presentato in televisione nel corso di una puntata di Tutto è Pop di Vittorio Salvetti, dove eseguì dal vivo Bell'uselin del bosch e Stamattina mi sono alzata. Nel 1972 partecipa nel ruolo di se stessa cantante al film Imputazione di omicidio per uno studente di Mauro Bolognini, dove interpreta brani tratti dal suo repertorio folk.
Nel 1973 incide l'album Maria Monti e i contrautori, copertina realizzata da Mario Convertino, con l'accompagnamento musicale del chitarrista torinese Luca Balbo e Gianfranco Coletta (musicista che ha fatto parte, nel corso della sua carriera, di molti gruppi, come Chetro & Co., Banco del Mutuo Soccorso e Alunni del Sole). Il 1974 è l'anno di pubblicazione de Il Bestiario, realizzato con basi musicali tra il jazz cabaret e il minimalismo elettronico, con la partecipazione di musicisti di fama internazionale tra cui Alvin Curran, arrangiamenti e strumentazione elettronica, e Steve Lacy al sax soprano.
Nel 1975 ha pubblicato il disco live Bologna 2 settembre 1974 (dal vivo), (RCA Italiana), con Francesco De Gregori, Lucio Dalla e Antonello Venditti. Nel 1976 partecipa come ospite al programma televisivo Il futuro dell'automobile di Lucio Dalla, con il quale canta La balilla. L'anno dopo la Rai le darà l'occasione di cimentarsi in un programma da protagonista di un'ora a colori: Non è solo un caso è il titolo dello special dove vennero riproposte dal vivo e in appositi video alcune delle sue canzoni più significative.

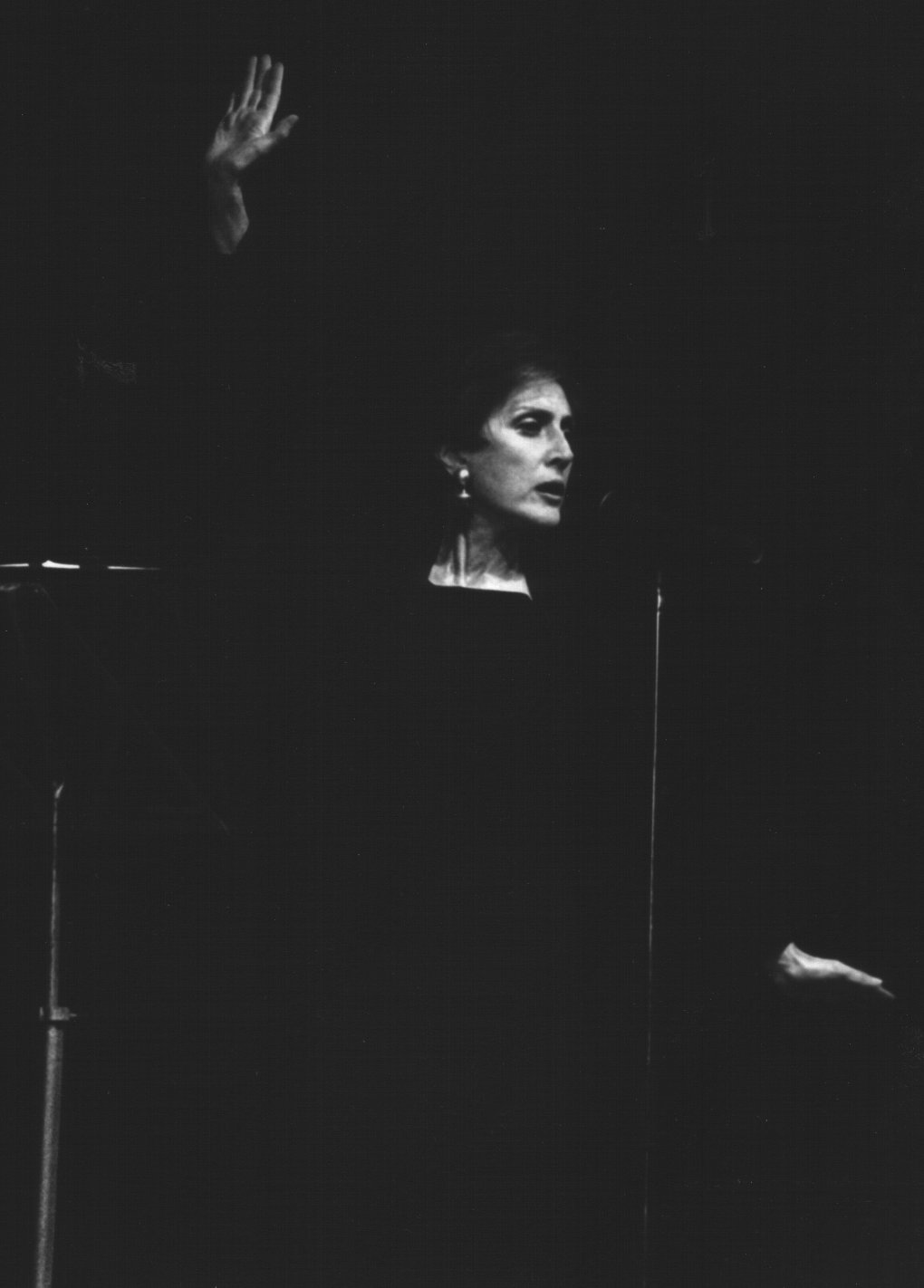
Maria Monti in scena, anni 2000 circa.

Ospite del programma Alvin Curran col quale ripropose Il pavone e La pecora crede di essere un cavallo da Il Bestiario e il brano d'avanguardia Mosaici, già presentato, nello stesso anno, al Festival dei Due Mondi di Spoleto. Due foto di scena dal programma vennero utilizzate per la copertina, fronte e retro, dell'LP Muraglie. Nel 1977 è una delle voci del gruppo "Prima Materia" che partecipa al festival "Teatro Musica", e con cui pubblica un unico album, The Tail of The Tiger, che presenta due lunghi brani eseguiti alla voce tramite tecniche di canto armonico.
Nel 1980 è la protagonista femminile della commedia Operetta di Witold Gombrowicz, al fianco di Cochi Ponzoni, messa in scena dal Teatro Stabile dell'Aquila, per la regia di Antonio Calenda. Sempre nel 1980, con Oria Conforti nel ruolo di Betty, diventa l'assistente sociale Verdiana nel film-scandalo La ragazza di via Millelire di Gianni Serra, in concorso al Festival di Venezia 1980, e vincitore del Gran Premio del Pubblico e del Gran Premio della Giuria al Festival International du Jeune Cinéma di Hyères nel 1981.
Nel 1981 partecipa con altri artisti all'incisione dell'opera rock Alice dei Perigeo: in particolare Maria Monti canta le canzoni Al bar dello sport (ovvero sogghigni e sesso) e Confusione, gran confusione ovvero il processo, entrambe in coppia con Rino Gaetano. Per la televisione recita ne I promessi sposi di Salvatore Nocita (1989). Nel 1993 ha pubblicato il cd Oltre...oltre...., un album sperimentale con sonorità vicine all'elettronica che si distaccano dallo stile cantautorale che le è consueto.
Nel 1990 partecipa al Festival di Todi dove debutta con Maria d'Amore di Maria Monti, regia di Patrick Rossi Gastaldi. Nel 1994, nell'ambito della manifestazione della seconda edizione de "I solisti del Teatro", nei Giardini della Filarmonica a Roma, presenta Monade di Monza di Maria Monti, con al pianoforte Marco Persichetti e il coordinamento registico di Luisa Mariani. Nel 1999 partecipa allo spettacolo teatrale Luci di Algeri. Negli ultimi anni ha recitato per la televisione in Vento di ponente, con Serena Autieri.
Il 2005 è l'anno del monologo Canto a me stessa, scritto da Renata Ciaravino. Nel 2006 ha presentato nei teatri italiani lo spettacolo Il mostro a due teste, con la regia di Claudio Frosi e l'accompagnamento al pianoforte di Marco Persichetti. Nel 2017, il 6 febbraio, Maria Monti ritorna in scena dopo undici anni di assenza al Teatro Arciliuto di Roma per presentare il suo CD Sprazzi di pace, pubblicato in digitale solo nel 2021.

## Discografia

### 33 giri
- 1960 - Recital (RCA Italiana PML 74)
- 1965 - Canzoni popolari italiane (Dischi Ricordi)
- 1965 - Le canzoni del diavolo (CGD, FG 5021; con Paolo Poli)
- 1971 - Memoria di Milano (Fonit Cetra, LPP 185 e 186; doppio album)
- 1973 - Maria Monti e i contrautori (Ri-Fi rdz st 14222)
- 1974 - Il bestiario (Ri-Fi)
- 1975 - Bologna 2 settembre 1974 (dal vivo), (RCA International, TCL 2-1110), con Francesco De Gregori, Lucio Dalla e Antonello Venditti.
- 1977 - Muraglie, (It)
- 1979 - Una donna nella società (Ri-Fi serie penny REL-ST 19405) si tratta di una raccolta di brani del periodo Ri-Fi

### CD
- 1993 - Oltre...oltre....
- 2002 - Le canzoni di Maria Monti (BMG - antologia serie Flashback)
- 2006 - Le più belle canzoni di Maria Monti (Warner Strategic Marketing)
- 2012 - Il bestiario (Unseen Worlds Records ristampa)
- 2021 - Sprazzi di pace

### 45 giri
- 1959 - Svolta pericolosa/Non è il caffè... (che non mi fa dormire) (Carisch VCA 26088)[2]
- 1959 - Finisce sempre così/Se tu mi lascerai (Carisch VCA 26089)
- 1960 - Zitella cha cha cha/Si dice (RCA Camden CP 100)
- 1960 - Impariamo il madison/L'ho imparato (RCA Camden CP 105; con la Roman New Orleans Jazz Band)
- 1960 - Un delitto perfetto d'amor / La nebbia (RCA Camden CP 110)
- 1960 - La mosca / Sono innamorata (RCA Camden CP 111)
- 1961 - Benzina e cerini/Vetrine (RCA Camden CP 127)
- 1961 - I tuoi occhi / Rompitutto (RCA Italiana PM 0128)
- 1961 - Nina e l'aspirapolvere/Non arrossire (RCA Italiana PM 0132)
- 1961 - Non sono bella/Io da una parte, tu dall'altra (RCA Italiana PM 3024)
- 1962 - Piazza Missori/Al Sant'Ambroeus (Dischi Ricordi SRL 10.244)
- 1962 - Formica e teak/Me disen madison (Dischi Ricordi SRL 10.297)[3]
- 1964 - La balilla (con Giorgio Gaber)/Un bicchiere di dalmato (Dischi Ricordi, SRL 10.363)[3]
- 1965 - Com'è bello lu prim'ammore/Sant'Antonio allu desertu (Dischi Ricordi, SRP 200-040)[4]
- 1965 - Ciuri Ciuri/'O Ciucciu (Dischi Ricordi, SRP 200-041)[4]
- 1973 - Il pavone/L'armatura (Ri-Fi RFN 16518)
- 1977 - Dulcinea/La mazurchica (It, ZBT 7071)[5]

### EP
- 1963 - 4 canzoni della Resistenza Spagnola (Dischi Ricordi, ERL 196), copertina apribile
- 1963 - La Balilla e tre canzoni popolari italiane (Dischi Ricordi, ERL 198)
- 1964 - Le canzoni del no (I dischi del sole, DS 24), copertina apribile
- 1965 - Canti Comunisti Italiani 2 (I dischi del sole, DS 12)
- 1965 - Can can degli italiani (I dischi del sole, DS 26), inciso con Giancarlo Cobelli

### Partecipazioni
- 1981 - Alice dei Perigeo, (RCA Italiana), con Nino Buonocore, Lucio Dalla, Rino Gaetano, Jenny Sorrenti, Ivan Cattaneo e Anna Oxa.

## Filmografia

### Cinema
- Canzoni a tempo di twist, regia di Stefano Canzio (1962)
- La bella di Lodi, regia di Mario Missiroli (1963)
- L'uomo che bruciò il suo cadavere, regia di Gianni Vernuccio (1964)
- Gli eroi di ieri... oggi... domani, regia di Enzo Dell'Aquila e Fernando Di Leo, secondo episodio (1964)
- La prova generale, regia di Romano Scavolini (1968)
- Giù la testa, regia di Sergio Leone (1971)
- Imputazione di omicidio per uno studente, regia di Mauro Bolognini (1972)
- La notte dei diavoli, regia di Giorgio Ferroni (1972)
- Cosa avete fatto a Solange?, regia di Massimo Dallamano (1972)
- Vermisat, regia di Mario Brenta (1975)
- Al piacere di rivederla, regia di Marco Leto (1976)
- Il garofano rosso, regia di Luigi Faccini (1976)
- Novecento, regia di Bernardo Bertolucci (1976)
- Oh, Serafina!, regia di Alberto Lattuada (1976)
- Gran bollito, regia di Mauro Bolognini (1977)
- Mogliamante, regia di Marco Vicario (1977)
- Ritratto di borghesia in nero, regia di Tonino Cervi (1977)
- Piccole labbra, regia di Mimmo Cattarinich (1978)
- La ragazza di via Millelire, regia di Gianni Serra (1980)
- Marie Ward - Zwischen Galgen und Glorie, regia di Angelika Weber (1985)
- Strana la vita, regia di Giuseppe Bertolucci (1987)
- Milan noir, regia di Ronald Chammah (1987)
- Gangsters, regia di Massimo Guglielmi (1992)
- La medaglia, regia di Sergio Rossi (1997)
- L'ultimo capodanno, regia di Marco Risi (1998)
- Controvento, regia di Peter Del Monte (2000)
- L'ultimo re, regia di Aurelio Grimaldi (2009)

### Televisione
- Tutte le domeniche mattina, regia di Carlo Tuzii – film TV (1972)
- Yerma, regia di Marco Ferreri – film TV (1978)
- Vento di ponente – serie TV (2002-2004)
- Nebbie e delitti – serie TV, episodio 2x01 (2007)
- Zodiaco, regia di Eros Puglielli – miniserie TV (2008)

## Prosa televisiva Rai
- I grandi camaleonti di Federico Zardi, regia di Edmo Fenoglio, trasmessa nel 1964.
- I Buddenbrook di Thomas Mann, regia di Edmo Fenoglio, trasmessa nel 1971.
- Gendarmi si nasce di Marcel Achard, regia di Carlo Lodovici, trasmessa il 17 agosto 1973.